# Valerie Bertinelli
Valerie Anne Bertinelli (Wilmington, Delaware; 23 de abril de 1960) es una actriz estadounidense, más conocida por su papel de Barbara Cooper Royer en la serie de televisión One Day at a Time (1975–1984), Gloria en la serie Touched by an Angel (2001–2003) y Melanie Moretti en la sitcom Hot in Cleveland (2010–2015).

## Vida privada
Es hija de padres irlandeses/ítalo-estadounidenses, Nancy Carvin y Lucas Bertinelli (un ejecutivo de General Motors). Tenía un hermano mayor, Mark, quien murió a los 17 meses por un envenenamiento accidental antes de que Valerie naciera. Junto con sus otros tres hermanos, uno mayor y dos menores, la familia vivió en Claymont (Delaware) y Village of Clarkston (Míchigan). Más tarde, se mudó a Oklahoma City antes de asentarse en Los Ángeles (California).
Allí, tras aparecer en un anuncio, estudió interpretación en la Escuela Tami Lynn de artistas (Tami Lynn School of Artists). En 1974 fue artista invitada en Apple's Way, serie de la cadena CBS, y en 1975 despegó realmente su carrera profesional al aparecer durante nueve años en el papel de Barbara Jean Cooper, en la sitcom One Day At a Time, también de la CBS. Hasta 1978 asistió al instituto Granada Hills Charter, que abandonó sin graduarse para centrarse en su carrera hasta que, a partir de enero de 2008, procurara los últimos créditos necesarios para obtener su diploma escolar de secundaria.

### Matrimonio con Eddie Van Halen
El 11 de abril de 1981, se casó con Eddie Van Halen. Tuvieron un hijo juntos, Wolfgang "Wolfie" William Van Halen (16 de marzo de 1991). En 2001 se separaron y el 5 de diciembre de 2005, ella solicitó el divorcio, que se finalizó dos años más tarde, el 20 de diciembre de 2007.
En su libro Losing It: And Gaining My Life Back One Pound at a Time (Perdiéndolo y recuperando mi vida libra a libra) explicó que las razones principales que la llevaron a divorciarse de Eddie eran la adicción de su marido a la cocaína y su rechazo a dejar de fumar, pese a habérsele extirpado un tercio de la lengua y recibir tratamiento debido a haber contraído cáncer de lengua por su tabaquismo.

### Años posteriores
Mantuvo una relación con el planificador financiero Tom Vitale desde 2004. El 20 de mayo de 2010, anunciaron su compromiso y se casaron en Malibú (California) el 1 de enero de 2011. Valerie llevaba un vestido hecho especialmente para ella por el diseñador David Meister.
Apoyó a Barack Obama en las elecciones presidenciales de Estados Unidos en 2008.

## Carrera

### One Day at a Time
Después de su aparición en un episodio de Apple's Way, Bertinelli fue abordada por el productor Norman Lear para una audición para el papel de las hija de Barbara Cooper en una nueva comedia. El espectáculo se estrenó a finales de 1975. Para la primera temporada de la serie, Bertinelli tenía 15 años y su personaje fue escrito como un marimacho. Al año siguiente, en la primera temporada completa de la serie, el personaje de Bertinelli fue revisado para que fuera más atractivo para un grupo demográfico masculino tradicional. Apareció en 207 de los 209 episodios de antes del show de mayo de 1984. En un momento, ella y Bonnie Franklin, quien interpretó a su madre Ann Romano, estaban involucradas en los planes para una serie spin-off, pero nunca se produjo.
Tres décadas más tarde, en 2005, durante One Day at a Time Reunion Special, se reunió con otros miembros del elenco, Bonnie Franklin, Mackenzie Phillips, y Pat Harrington Jr., para ver videos de nueve temporadas de la serie original. Hablaron de los actores que habían abandonado el programa, así como el problema de Phillips de drogas, que había causado su despedido de la serie.

## Premios y nominaciones
| Premios Globo de Oro | Premios Globo de Oro                                        | Premios Globo de Oro | Premios Globo de Oro | Premios Globo de Oro |
| Año                  | Categoría                                                   | Trabajo nominado     | Resultado            | Ref.                 |
| -------------------- | ----------------------------------------------------------- | -------------------- | -------------------- | -------------------- |
| 1981                 | Mejor actriz de reparto en una serie, miniserie o telefilme | One Day at a Time    | Ganadora             | [ 4 ]                |
| 1982                 | Mejor actriz de reparto en una serie, miniserie o telefilme | One Day at a Time    | Ganadora             | [ 4 ]                |
| 1983                 | Mejor actriz de reparto en una serie, miniserie o telefilme | One Day at a Time    | Nominada             | [ 4 ]                |

| Premios del Sindicato de Actores | Premios del Sindicato de Actores                    | Premios del Sindicato de Actores | Premios del Sindicato de Actores | Premios del Sindicato de Actores |
| Año                              | Categoría                                           | Trabajo nominado                 | Resultado                        | Ref.                             |
| -------------------------------- | --------------------------------------------------- | -------------------------------- | -------------------------------- | -------------------------------- |
| 2011                             | Mejor reparto en una serie de televisión de comedia | Hot in Cleveland                 | Nominada                         | [ 5 ]                            |

| Premios Daytime Emmy | Premios Daytime Emmy                      | Premios Daytime Emmy   | Premios Daytime Emmy | Premios Daytime Emmy |
| Año                  | Categoría                                 | Trabajo nominado       | Resultado            | Ref.                 |
| -------------------- | ----------------------------------------- | ---------------------- | -------------------- | -------------------- |
| 2018                 | Mejor programa culinario                  | Valerie's Home Cooking | Nominada             |                      |
| 2019                 | Mejor programa culinario                  | Valerie's Home Cooking | Ganadora             | [ 6 ]                |
| 2019                 | Mejor anfitriona en un programa culinario | Valerie's Home Cooking | Ganadora             | [ 6 ]                |